# Championnats panaméricains de cyclisme sur route de 2017
Navigation
2016 2018
Les Championnats panaméricains de cyclisme sur route sont les championnats continentaux annuels de cyclisme sur route pour les pays membres de la Confédération panaméricaine de cyclisme. Ils sont organisés conjointement par la COPACI et la fédération dominicaine de cyclisme.
Les championnats se déroulent du 5 au 7 mai 2017, à Saint-Domingue en République dominicaine. La course en ligne masculine des espoirs fait partie de l'UCI Coupe des Nations U23 2017.

## Podiums
Pour la première fois, les Espoirs féminines ont un classement spécifique.
| Épreuves                                | Or                    | Argent               | Bronze             |
| --------------------------------------- | --------------------- | -------------------- | ------------------ |
| Compétitions masculines élite           |                       |                      |                    |
| Course en ligne                         | Nelson Soto           | José Alfredo Aguirre | Sebastián Molano   |
| Contre-la-montre                        | José Luis Rodríguez   | Rodrigo Contreras    | Manuel Rodas       |
| Compétitions masculines moins de 23 ans |                       |                      |                    |
| Course en ligne                         | Matías Muñoz          | Nicolás Tivani       | Alfredo Santoyo    |
| Contre-la-montre                        | José Alexis Rodríguez | Ian Garrison         | Nicolás Tivani     |
| Compétitions féminines élites           |                       |                      |                    |
| Course en ligne                         | Paola Muñoz           | Wellyda Rodrigues    | Skylar Schneider   |
| Contre-la-montre                        | Chloé Dygert Owen     | Tayler Wiles         | Marlies Mejías     |
| Compétitions féminines moins de 23 ans  |                       |                      |                    |
| Course en ligne                         | Wellyda dos Santos    | Skylar Schneider     | Tatielle Valadares |
| Contre-la-montre                        | Chloé Dygert Owen     | Aranza Villalón      | Jessica Parra      |

## Tableau des médailles
| Rang  | Nation     | Or | Argent | Bronze | Total |
| ----- | ---------- | -- | ------ | ------ | ----- |
| 1     | Chili      | 3  | 1      | 0      | 4     |
| 2     | États-Unis | 2  | 3      | 1      | 6     |
| 3     | Colombie   | 1  | 1      | 2      | 4     |
| 4     | Brésil     | 1  | 1      | 1      | 3     |
| 5     | Costa Rica | 1  | 0      | 0      | 1     |
| 6     | Argentine  | 0  | 1      | 1      | 2     |
| 6     | Mexique    | 0  | 1      | 1      | 2     |
| 8     | Cuba       | 0  | 0      | 1      | 1     |
| 8     | Guatemala  | 0  | 0      | 1      | 1     |
| Total | Total      | 8  | 8      | 8      | 24    |